# Gabriel Portilho Borges
Gabriel Portilho Borges nacido el 24 de febrero de 1992 en Petrópolis (Brasil), es un regatista brasileño.
Ha sido campeón del mundo en 2011, campeón de América del Sur en 2012, y medalla de oro en los Juegos Panamericanos de 2011 como tripulante de Alexandre Tinoco do Amaral en la clase Snipe.

## Juegos olímpicos
Fue decimoprimero en los Juegos Olímpicos de Río de Janeiro 2016 navegando con Marco Soffiatti Grael en la clase 49er. 